# Raphionacme lanceolata
Raphionacme lanceolata là một loài thực vật có hoa trong họ La bố ma. Loài này được Schinz miêu tả khoa học đầu tiên năm 1888.